# Рдест
Рдест (лат. Potamogéton) — многолетние водные растения; род семейства Рдестовые. Отдельные побеги или части растений свободно плавают в воде непосредственно на поверхности или под поверхностью воды.
Родовое латинское наименование Potamogeton происходит от греч. ποτάμι, что значит река, и γείτων, что значит сосед, и указывает на среду обитания растений этого рода.

## Ботаническое описание

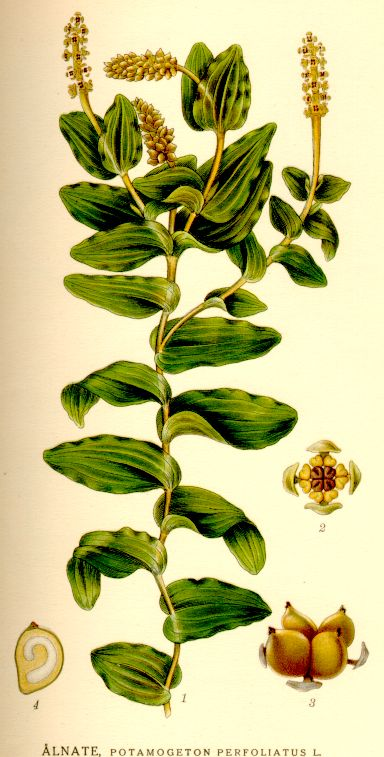
Рдест пронзённолистный.

Листья очерёдные, черешчатые или сидячие, разнообразной формы и размеров, от нитевидных и линейных до овальных и почти округлых. Могут быть все только подводные или же подводные и плавающие на поверхности воды.
Соцветие — колос серовато-зелёного или коричневато-зелёного цвета. Цветки обоеполые, мелкие, многочисленные, сближенные или расставленные. Околоцветники из четырёх округлых створчатых долей, тычинок четыре, без нитей. Цветут в июле—августе.
Возможны два варианта опыления цветков: соцветия возвышаются над водой, и цветки опыляются ветром; соцветия лежат на поверхности воды, и тогда возможны гидрофилия и зоофилия.
Плодики с деревянистым околоплодником, состоят из четырёх костянковидных долей.
Размножаются вегетативно и семенами. Семена распространяются птицами и водой.

## Распространение и экология
Рдесты — растения-космополиты. Они растут повсюду в мире в стоячих или медленно текущих пресных или солоноватых водоёмах, часто образуя обширные заросли.
На 2010 год были известны 143 вида.

## Виды
По информации базы данных The Plant List, род включает 160 видов. Некоторые из них:
- Potamogeton acutifolius Link ex Roem. & Schult. — Рдест остролистный
- Potamogeton alpinus Balb. — Рдест альпийский
- Potamogeton compressus L. — Рдест сплюснутый
- Potamogeton crispus L. — Рдест курчавый
- Potamogeton gayi A.Benn. — Рдест Гайя
- Potamogeton gramineus L. — Рдест злаковый
- Potamogeton juzepczukii P.I.Dorof. & Tzvelev — Рдест Юзепчука
- Potamogeton lucens L. — Рдест блестящий
- Potamogeton natans L. typus[5] — Рдест плавающий
- Potamogeton obtusifolius Mert. et W.D.J.Koch — Рдест туполистный
- Potamogeton perfoliatus L. — Рдест пронзённолистный
- Potamogeton sarmaticus Mäemets — Рдест сарматский
- Potamogeton trichoides Cham. & Schltdl. — Рдест волосовидный

## Значение и применение

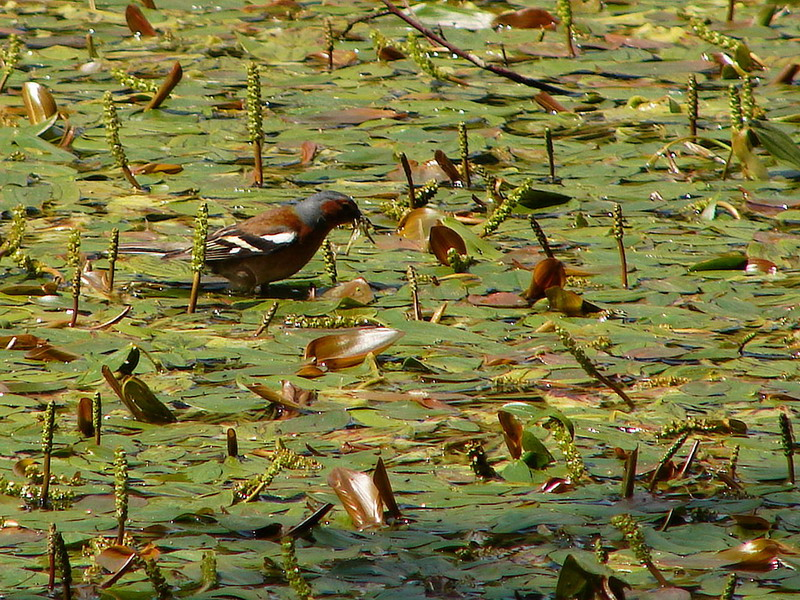
Зяблик (Fringilla coelebs), поймавший стрекозу, на плавающих листьях рдеста. Турция

Виды рдеста большого практического значения не имеют.
Представители рода имеют значение в рыбном хозяйстве благодаря поселяющимся на их подводных частях мелким животным и их личинкам, которые служат пищей для рыб. В зарослях рдестов различные виды рыб находят себе защиту и мечут икру.
Они содержат много извести и потому могут служить удобрением.
Некоторые виды рдеста служат пищей для водоплавающих птиц, ондатр, бобров. Чаще плодики с деревянистым околоплодником служат не столько для питания, сколько для перетирания пищи, являясь гастролитами.
Массовое развитие рдестов в водоёмах затрудняет движение маломерных судов, способствует заиливанию и зарастанию водоёмов.

## Разное
В Толковом словаре живого великорусского языка В. И. Даля приведено такое определение: РДЕСТ, рдестник м. растение жогла, Potamogeton; P. natans, водяная капуста; Р. pusillus, наплав, кундурак.